# Kemingking Dalam
Kemingking Dalam is een bestuurslaag in het regentschap Muaro Jambi van de provincie Jambi, Indonesië. Kemingking Dalam telt 2227 inwoners (volkstelling 2010).